# Magazin de cartier

Într-un magazin de cartier japonez

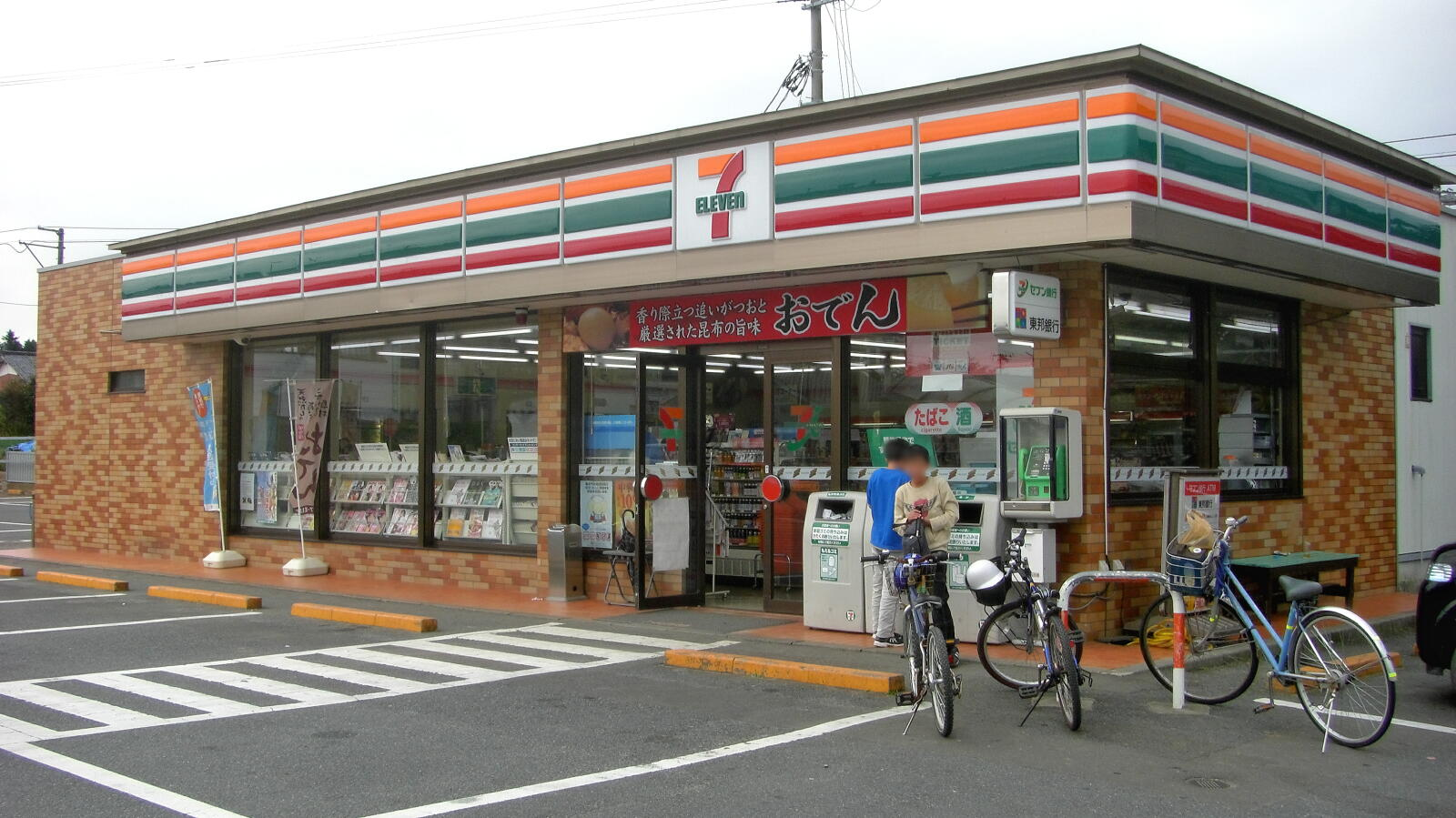
Un magazin 7 Eleven din Japonia

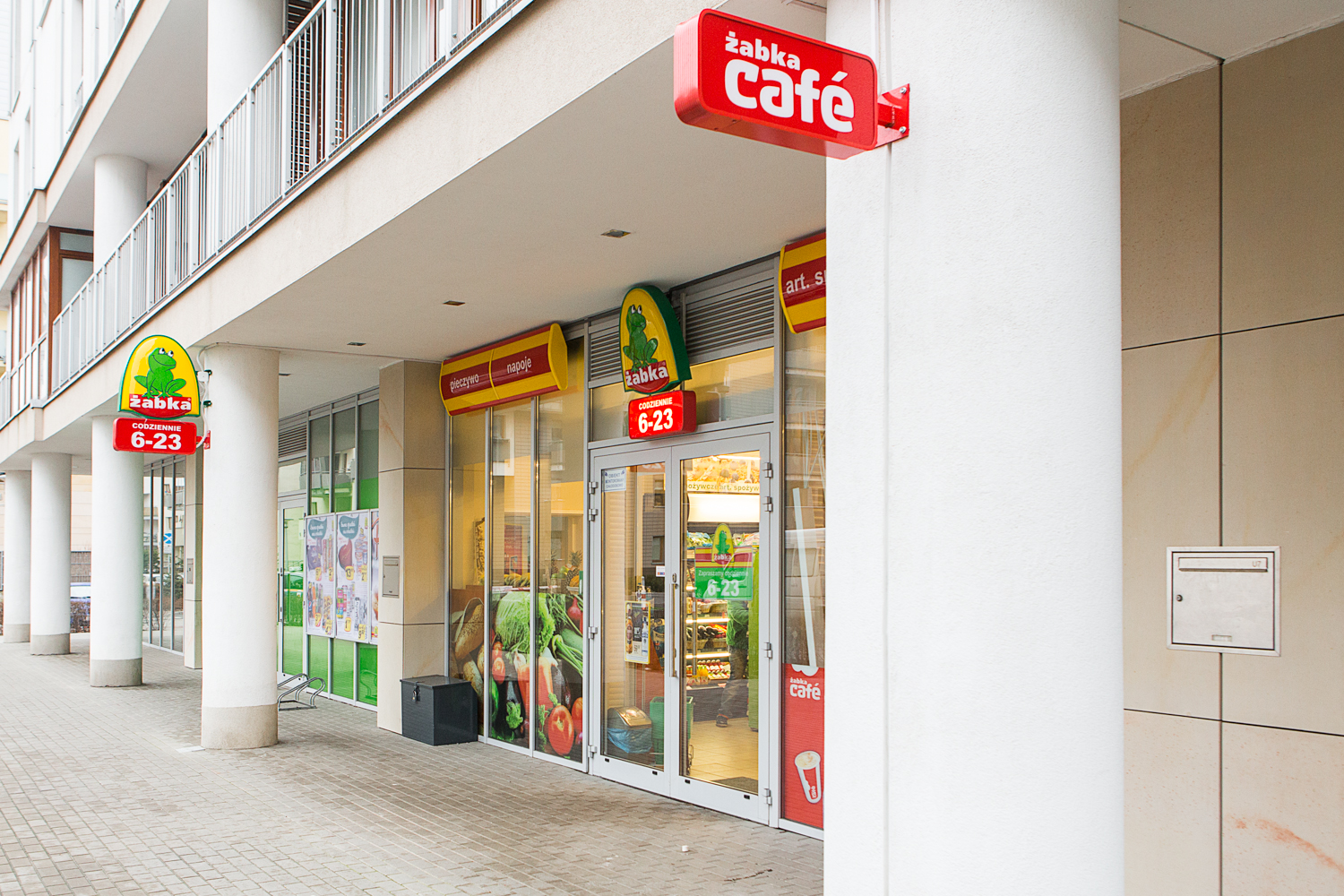
Un magazin de cartier în Varșovia, Polonia

Un magazin de cartier de comoditate sau proximitate reprezintă o afacere de vânzare cu amănuntul cu produse ce includ necesaruri de zi de zi, cum ar fi alimente, gustări, produse de patiserie, băuturi răcoritoare, tutungerie, medicamente fără prescripție, articole de igienă, ziare și reviste. În unele jurisdicții, aceste magazine sunt autorizate să vândă și alcool, de obicei, bere și vin. Astfel de magazine pot oferi, de asemenea servicii de transferuri bănești sau servicii cum ar fi trimiterea prin fax și/sau copiere foto, pentru un anumit cost. 
Un magazin de cartier poate fi parte a unei stații de alimentare, astfel încât clienții pot achiziționa bunuri în timp ce-și alimentează vehiculul cu combustibil. Acestea pot fi situate lângă drumuri aglomerate, zone urbane, aproape de o cale ferată sau o gară, sau lângă vreun alt nod de transport. În unele țări, magazinele de cartier au program prelungit de lucru, unele fiind deschise chiar și 24 de ore.
De obicei, magazinele de cartier percep prețuri semnificativ mai mari decât magazinele alimentare sau supermarket-urile, deoarece aceste magazine au cantități mai mici de inventar, care este achiziționat la un preț per unitate mai mare de la distribuitori. Cu toate acestea, magazinele de cartier își compensează aceste pierderi printr-un program prelungit de lucru, prin deservirea mai multor locații, și/sau prin oferirea unor cozi mai mici clienților la case.